# Fritz Wotruba
Fritz Wotruba (Viena, 23 de abril de 1907 – Viena, 28 de agosto de 1975) fue un escultor austríaco considerado como uno de los más importantes del siglo XX. Su obra se caracteriza por tender hacia la abstracción geométrica partiendo del cubo como forma primigenia.

## Biografía
Nacido del matrimonio entre Maria y Adolf Wotruba, fue el menor de ocho hermanos. Comenzó su formación escultórica como aprendiz de grabado y troquelado en el taller vienés de Josef Schantin. Paralelamente, estuvo asistiendo a clases nocturnas de dibujo al aire libre. En 1926 empezó a asistir también a clases de escultura. Fue alumno de Anton Hanak y debido a sus excelentes dotes en este campo, recibió una beca que tenía como finalidad la promoción del arte contemporáneo.
Desde 1938 hasta 1945 se trasladó a Suiza huyendo de la convulsa situación que atravesaba su país. Tras su regreso en 1945, fue contratado como profesor en la Academia de Bellas Artes de Viena. En los años de 1948 y 1952 fue el representante de Austria en la Bienal de Venecia, además de participar en diferentes ocasiones en la Dokumenta.
Su obra más importante, en la que trabajó hasta su muerte, fue la planificación de la Iglesia de la Santísima Trinidad de Viena. Las obras de construcción finalizaron en 1976, un año después de su muerte.